# Alois Henggeler
Alois Henggeler (* 8. April 1807 in Unterägeri; † 15. Februar 1888 ebenda, katholisch, heimatberechtigt in Unterägeri) war ein Schweizer Unternehmer und liberaler Politiker.

## Biografie
Alois Henggeler kam am 8. April 1807 in Unterägeri als Sohn des Schmieds und Dolmetscher Josef Franz Henggeler (1761–1820) und der gebürtigen Menzingerin Katharina geborene Uhr zur Welt. Alois  Henggeler absolvierte zunächst eine Lehre als Hufschmied, bevor er sich längere Zeit auf Wanderschaft begab.
In der Folge gründete er im Jahr 1834 zusammen mit seinen Brüdern Wolfgang und Franz Josef, seinem Onkel Johann Jakob sowie seinem Schwager Klemens Iten in Unterägeri die erste Spinnerei im Kanton Zug. Henggeler übernahm die Bauleitung sowie den technischen Betrieb. Der sozial engagierte Unternehmer stiftete einen Unterstützungsfonds für seine Arbeiter. Überdies fungierte Henggeler als Friedensrichter sowie zwischen 1854 und 1865 als liberaler Grossrat.
Alois Henggeler, der mit Josepha, der Tochter des Oberägerer Ratsherrn Joseph Anton Iten, verheiratet war, verstarb am 15. April 1888 knapp vor Vollendung seines 81. Lebensjahr in Unterägeri. Er war ein Cousin des liberalen Politikers Meinrad Henggeler.